# Moussa Dembélé
Moussa Dembélé (Pontoise, França, 12 de juliol de 1996) és un futbolista francès que juga de davanter per l'Olympique de Lió.
Format al Paris Saint-Germain FC i al Fulham FC, Dembélé va fer el seu debut professional amb el Fulham en la Premier League el novembre de 2013